# Otto V av Brandenburg
Ej att förväxla med hertig Otto V av Bayern, som regerade Brandenburg som Otto VII.
Otto V av Brandenburg, kallad Otto "den långe", född omkring 1246, död 1298, var markgreve av Brandenburg-Salzwedel som medregent i Brandenburg. Han var även förmyndarregent av Böhmen från 1278 till 1283.

## Biografi
Otto V var son till markgreve Otto III av Brandenburg och prinsessan Beatrix av Böhmen, och tillhörde därmed den ottoniska linjen av huset Askanien. Han levde i många år vid sin kusin kung Ottokar II av Böhmens hov i Prag. Från 1278 till 1283 var han riksföreståndare i Böhmen för den minderårige kung Wencel II, efter att Ottokar II stupat i strid år 1278, då Wencel endast var sju år gammal. Otto V höll Wencel II under sträng kontroll och förde honom tidvis ut ur landet till Brandenburg, på grund av konflikter med den böhmiska högadeln och änkedrottning Kunigunda av Slavonien. Innan Wencel II:s myndighetsförklaring fick Otto V honom först att avsäga sig Böhmens anspråk på Oberlausitz till förmån för Brandenburg. Han försvarade också sina anspråk på Pommern gentemot Polen.
Motsättningar inom huset Askanien mellan Otto V och hans kusin markgreve Otto IV av Brandenburg-Stendal uppstod omkring 1290 och övergick i väpnad konflikt mellan Brandenburg-Stendal och Brandenburg-Salzwedel år 1294. Otto V allierade sig med de schlesiska hertigarna av huset Piast i kampen mot släktingen. 1295 medlade kung Adolf av Nassau i konflikten, och fred slöts mellan släktingarna.
Otto V avled 1298 och tros ha begravts i huset Askaniens begravningskyrka, Kloster Lehnin.

## Familj
Otto V gifte sig med Judit av Henneberg-Coburg, dotter till greve Herman I av Henneberg. De fick följande barn:
- Matilda (omkring 1270 – före 1 juni 1298), gift med storhertig Henrik IV Probus av Polen.
- Herman III (omkring 1275 – 1 februari 1308), markgreve av Brandenburg-Salzwedel
- Otto (död 1307)
- Kunigunda (död 1317)
- Beatrix (död omkring 1316), gift med hertig Bolko I av Świdnica 1284
- Judith (död 9 maj 1328), gift med Rudolf I av Sachsen-Wittenberg 1303
- Albrekt (före 1283 – död omkr 1296)